# 赤城信一
赤城 信一（あかぎ しんいち、1839年11月11日（天保10年10月6日） - 1896年（明治29年）2月1日）は戊辰戦争の時の会津藩の医師、後に北海道開拓使に出仕した人物である。

## 生涯
1839年（天保10年）会津藩の医者阿部昌信の第3子として会津に生まれる。その後、叔父の赤城家の家督を継ぐ。1868年（慶応4年）藩令により長崎遊学をしている時に鳥羽・伏見の戦いに巻き込まれ、敗走する会津歩兵隊付軍医になり会津に帰還した。
会津戦争にも軍医として参加するが、鶴ヶ城が降伏すると、負傷兵を伴って仙台藩に落ち延びる。その後、榎本武揚らの旧幕府軍に参加した。医官高松凌雲の元で、佐々城本支（伊東友賢）らと函館病院でも軍医として働く。榎本軍が降伏すると東京に護送される。その後、開拓使に出仕、官立室蘭病院長になる。
1886年（明治19年）に開拓使を辞任し、伊達紋別村で医院を開業する。日本基督教会の牧師押川方義から洗礼を受けて、伊達紋別教会（伊達教会）の建設に、田村顕允らと共に長老として協力する。後に、日本基督教会札幌講義所（現札幌北一条教会）の長老として教会を指導する。1896年（明治29年）札幌で死去する。墓地は札幌豊平墓地にある。
娘の竹子は札幌に入植していた元陸奥国刈田郡白石城主片倉景光と結婚した。